# Saint-Hilaire-sur-Erre
Saint-Hilaire-sur-Erre é uma comuna francesa na região administrativa da Normandia, no departamento Orne. Estende-se por uma área de 15,33 km². Em 2010 a comuna tinha 544 habitantes (densidade: 35,5 hab./km²).